# 辛安河
辛安河是中国胶东半岛东部的一条河流。

## 概况
发源于牟平区良家口，东北流，逐渐转向北流，曲折流行在山谷中，在范家疃附近进入滨海平原区，又折向东北流，在牟平西谭家泊北，注入北黄海。河长42.5公里，流域面积313.8平方公里，河道平均比降4.2/1000，流域河网密度0.77公里/平方公里。

## 水文
据1956～1979年同步观测资料统计，辛安河流域多年平均年降水量为815毫米，流域多年平均年径流深为316.8毫米，折合年径流量为0.994亿立方米。辛安河洪水，建国以后以1965年为最大，据新天堡水文站(控制流域面积256平方公里)实测，洪峰流量为1160立方米/秒。考虑到洪水漫溢及水库拦蓄影响，估计洪峰流量可达1480立方米/秒。